# Mala Grabovnica (Brus)
Pour les articles homonymes, voir Mala Grabovnica.
Mala Grabovnica (en serbe cyrillique : Мала Грабовница) est un village de Serbie situé dans la municipalité de Brus, district de Rasina. Au recensement de 2011, il comptait 78 habitants.

## Démographie
| 1948 | 1953 | 1961 | 1971 | 1981 | 1991 | 2002 | 2011 |
| ---- | ---- | ---- | ---- | ---- | ---- | ---- | ---- |
| 335  | 407  | 361  | 188  | 170  | 167  | 182  | 78   |

|  |